# 三上紗弥
三上 紗弥（みかみ さや、1999年2月26日 - ）は、日本の女優。旧芸名は寺西 紗弥（てらにし さや）。
愛知県出身。トライストーン・エンタテイメント所属。

## 来歴
2011年7月23日、大阪日本橋を拠点とする女性アイドルグループ「ファンタ☆ピース」のメンバーとして活動を開始。
2012年6月3日のライブでネップシスターズを卒業した。
2012年に開催された、「JUNONプロデュース ガールズコンテスト」にて、応募総数7,533人に達する激戦の中からファイナリストの10名に残る。
2014年、「ミスセブンティーン2014」で、応募総数6,147人の中から最終候補の22人に残る。

## 人物
- 趣味は、キックボクシング、映画鑑賞[1]。
- 特技は、ダンス[1]。

## 出演

### テレビドラマ
- 中学生日記（2011年4月 - 2012年3月、NHK教育）
- 地獄先生ぬ〜べ〜(2014年10月11日 - 12月13日、日本テレビ） - 佐藤あゆみ 役[1]
- サイレーン 第3話・第4話・第8話（2015年11月3日・10日・12月8日、関西テレビ） - 田沢麻弥 役[1]
- 時代をつくった男 阿久悠物語（2017年8月26日、日本テレビ）
- 下北沢ダイハード 第9話（2017年9月16日、テレビ東京） - アケミ 役
- 執事 西園寺の名推理 第6話（2018年5月25日、テレビ東京） - 麗邦女子高等学校の生徒 役
- 覚悟はいいかそこの女子。（2018年6月25日 - 7月23日、毎日放送） - 吉崎莉緒 役

### 映画
- 海街diary（2015年6月13日） - 金子美帆 役[1]
- 青空エール（2016年8月20日） - 菊池莉菜 役[1]
- 君の膵臓をたべたい（2017年7月28日） - 森下美優 役[1]
- ちはやふる -結び-（2018年3月17日）
- 覚悟はいいかそこの女子。（2018年10月12日） - 吉崎莉緒 役
- シグナル100（2020年1月24日、東映） - 吉川絵美 役[6]

### CM
- サントリー 「伊右衛門」登場篇（2015年5月12日 - ）[1]
- ジャパネットホールディングス（2016年2月 - ）[1]
- 駿台予備校（2016年2月27日 - ）[1]
- 任天堂 「Miitomo」（2016年4月1日 - ）[1][7]
- かっぱ寿司 『彩り貝三昧』編（2016年6月3日 - ）[1]
- マクドナルド[8]
  - ビッグマック「ティザー」篇（2019年4月15日 - 16日）
  - ビッグマック「Jr.」篇（2019年4月17日 - 29日）
  - ビッグマック「Grand」篇（2019年4月17日 - 29日）
  - ビッグマック「Family」篇（2019年4月30日 - 5月6日）